# مقاطعة ليبيرتي (تكساس)

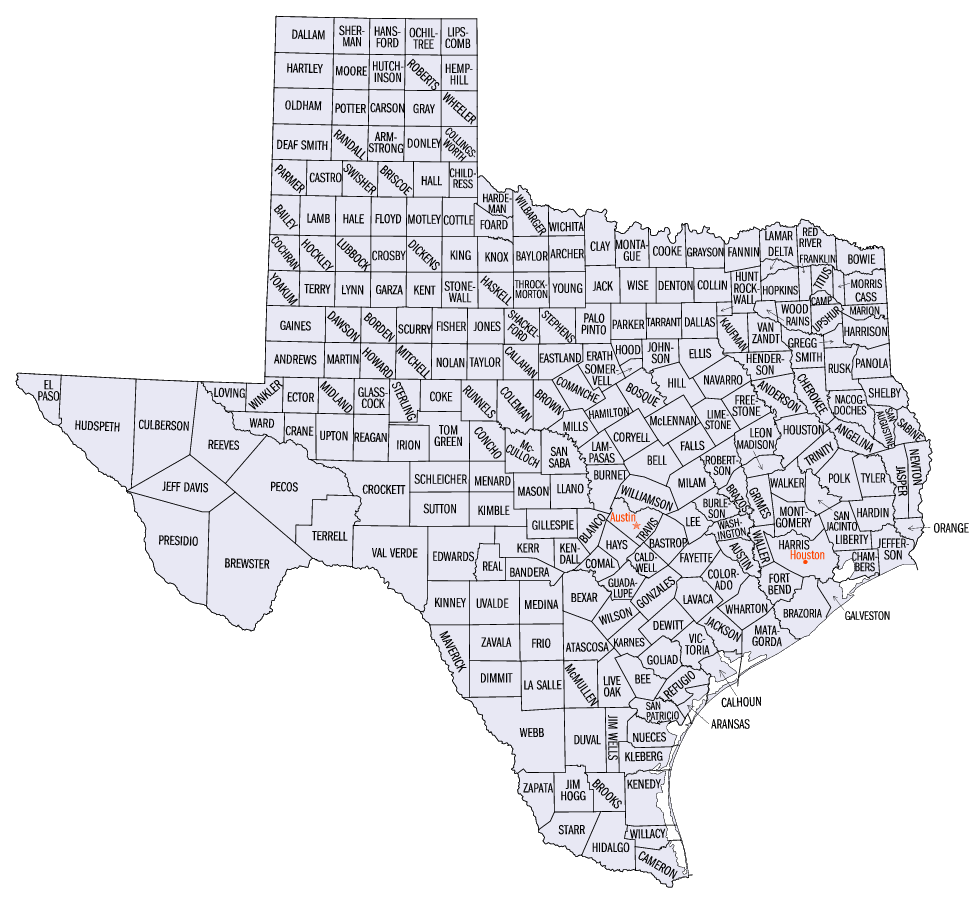
خارطة مقاطعات تكساس

مقاطعة ليبيرتي (بالإنجليزية: Liberty  County)‏ هي إحدى المقاطعات في ولاية تكساس، الولايات المتحدة الأمريكية.

## أعلام
- دبليو. فرانك بلير
- برايس دانيال